# Psilochorus
Psilochorus is een geslacht van spinnen uit de familie trilspinnen.

## Soorten
Het geslacht kent de volgende soorten:
- Psilochorus acanthus Chamberlin & Ivie, 1942
- Psilochorus agnosticus Chamberlin, 1924
- Psilochorus apicalis Banks, 1921
- Psilochorus bantus Chamberlin & Ivie, 1942
- Psilochorus bruneocyaneus Mello-Leitão, 1941
- Psilochorus californiae Chamberlin, 1919
- Psilochorus cambridgei Gertsch & Davis, 1937
- Psilochorus coloradensis Slowik, 2009
- Psilochorus concinnus Gertsch, 1973
- Psilochorus concolor Slowik, 2009
- Psilochorus conjunctus Gertsch & Davis, 1942
- Psilochorus cordatus (Bilimek, 1867)
- Psilochorus delicatus Gertsch, 1971
- Psilochorus diablo Gertsch, 1971
- Psilochorus dogmaticus Chamberlin, 1924
- Psilochorus durangoanus Gertsch & Davis, 1937
- Psilochorus fishi Gertsch, 1971
- Psilochorus hesperus Gertsch & Ivie, 1936
- Psilochorus hooki Slowik, 2009
- Psilochorus imitatus Gertsch & Mulaik, 1940
- Psilochorus inyo Slowik, 2009
- Psilochorus itaguyrussu Huber, Rheims & Brescovit, 2005
- Psilochorus marcuzzii Caporiacco, 1955
- Psilochorus minimus Schmidt, 1956
- Psilochorus minutus Banks, 1898
- Psilochorus murphyi Gertsch, 1973
- Psilochorus nigromaculatus Kulczynski, 1911
- Psilochorus pallidulus Gertsch, 1935
- Psilochorus papago Gertsch & Davis, 1942
- Psilochorus pullulus (Hentz, 1850)
- Psilochorus redemptus Gertsch & Mulaik, 1940
- Psilochorus rockefelleri Gertsch, 1935
- Psilochorus russelli Gertsch, 1971
- Psilochorus sectus Mello-Leitão, 1939
- Psilochorus simoni (Berland, 1911)
- Psilochorus sinaloa Gertsch & Davis, 1942
- Psilochorus taperae Mello-Leitão, 1929
- Psilochorus tellezi Gertsch, 1971
- Psilochorus texanus Slowik, 2009
- Psilochorus topanga Chamberlin & Ivie, 1942
- Psilochorus utahensis Chamberlin, 1919
- Psilochorus ybytyriguara Huber, Rheims & Brescovit, 2005